# Leptochloa malayana
Leptochloa malayana är en gräsart som först beskrevs av Charles Edward Hubbard, och fick sitt nu gällande namn av Pieter Jansen och Jan Frederik Veldkamp. Leptochloa malayana ingår i släktet spretgräs, och familjen gräs. Inga underarter finns listade i Catalogue of Life.